# Recidivitet
Recidivitet (lat: recidivus falde tilbage), betyder tilbagefald. 
Anvendes for eksempel i forbindelse med kriminalitet, narkotika, alkoholisme eller kræft.
En recidivist er en lovovertræder der efter udstået straf, forbryder sig på ny.
Også kaldet regression.